# آکسیوپولی
آکسیوپولی (به لاتین: Axioupoli) یک منطقهٔ مسکونی در یونان است که در شهرداری پیونیا واقع شده‌است.